# Cevital
Cevital ist ein algerisches Firmenkonglomerat, das in den Bereichen der Agrar- & Lebensmittelindustrie, Distributionslogistik, Industrie und Dienstleistungen tätig ist. Cevital wurde 1998 vom Unternehmer Issad Rebrab gegründet und ist die größte international tätige private algerische Firmengruppe und nach Erlös die drittgrößte. Sie beschäftigt 18.000 Mitarbeiter und ist führend im Sektor Lebensmittelindustrie in Afrika.